# 井上仁吉
井上 仁吉（いのうえ じんきち、1868年12月17日（明治元年11月4日）- 1947年（昭和22年）3月14日）は、日本の応用化学者。東北帝国大学総長、工学博士。号・青崖。

## 経歴
蘭方医・井上勤所の二男として京都に生まれる。京都一中（現京都府立洛北高等学校・附属中学校）を経て、1892年（明治25年）第一高等学校を卒業。1896年（明治29年）帝国大学工科大学応用科学科を卒業し、横浜瓦斯に入社。1899年（明治32年）東京帝大工科大学助教授に就任した。1903年（明治36年）ドイツのドレスデン大学に私費留学し、日露戦争のため1905年（明治38年）に帰国し東京帝大教授に昇任し応用化学第1講座を担任した。1907年（明治40年）東京帝大から工学博士を授与された。
1913年（大正2年）東北帝国大学理科大学化学科の講師を兼任。1918年（大正7年）東北帝大の兼任教授となり、翌年に工学部が新設されると化学工学科教授、初代工学部長に就任した。「理魂工才」の教育理念によって授業、研究に取り組んだ。1928年（昭和3年）6月、第5代東北帝国大学総長に就任し、1931年（昭和6年）6月まで在任し依願免官となり退官した。翌月、東北帝大名誉教授となる。その後、東京に移り、東京工業試験所で研究を続けた。1933年（昭和8年）工業化学会（現日本化学会）の会長に就任した。
クリスチャンで1919年（大正8年）に死去した娘の影響により、日本聖公会の信徒となり、東京諸聖徒教会、仙台基督教会に所属した。1928年5月、東北帝国大学基督教青年会(現：東北大学YMCA渓水寮)理事長に就任。1933年7月、香蘭女学校（現香蘭女学校中等科・高等科）校長に就任。太平洋戦争中にミッションスクールに対する圧力を受け1944年（昭和19年）6月に校長を辞任した。

## 著作
- 『工業瓦斯』〈工業叢書〉博文館、1906年。

## 親族
- 妹 荒木きん（荒木寅三郎の妻）[1][4]
- 妹 田岡みね（田岡嶺雲の妻）[6]